# Operación Crusader
Operación Crusader fue el tercer intento durante la Segunda Guerra Mundial para romper el Sitio de Tobruk, en la costa africana del Mediterráneo, al que tenían sometidos los alemanes a las tropas inglesas. La operación tenía como objetivo detener definitivamente el avance del Afrika Korps del general Rommel. Se desarrolló entre el 18 de noviembre y el 30 de diciembre de 1941 en la región Cirenaica, perteneciente a la actual Libia y su resultado fue la derrota alemana y la liberación de Tobruk, pese a que a los pocos meses Rommel contraatacó y consiguió finalmente tomar el disputado puerto norteafricano.

## Antecedentes
Tras los sucesivos fracasos para detener a Rommel y liberar Tobruk (Operación Brevity, Operación Battleaxe), el junio de 1941, el general Archibald Wavell fue relevado del mando y su puesto lo ocupa el general Claude Auchinleck, que más tarde sería nombrado Comandante del Cuerpo del V Ejército. Winston Churchill, le envió en julio, tras su nombramiento, un telegrama esclarecedor de los deseos del premier inglés:

«Asume ud.  el mando en un momento de crisis. Cuando esté al corriente de la situación le corresponderá decidir si hay que reanudar la ofensiva y, en caso afirmativo, en qué momento. Debería tener en cuenta la situación de Tobruk, el hecho de que el enemigo está enviando refuerzos a Libia y el simultáneo empeño alemán en Rusia. Debería considerar también los grandes peligros que entraña el estancamiento de las operaciones en Siria y la necesidad de aclarar la situación en uno o en ambos frentes.»

Para los ingleses, era de vital importancia romper el avance de los blindados de Rommel (que en ese momento ya se encontraba paralizado por la falta de suministros debido a la inminente Operación Barbarroja y al dominio británico naval), pero seguía siendo un grave riesgo para toda la concepción estratégica inglesa en el Mediterráneo y en el Próximo Oriente- y al mismo tiempo rescatar las fuerzas inglesas aisladas en Tobruk, que pese al cerco por tierra seguían recibiendo todo tipo de suministros sin el menor problema, gracias al absoluto dominio de la Royal Navy sobre el Mediterráneo. Rommel necesitaba Tobruk para la planeada ofensiva contra Egipto, y los ingleses para mantener cerrado el acceso al Canal de Suez y a los pozos petrolíferos del Medio Oriente.

## Planificación de la operación
Cunningham elaboró un plan tendente a acorralar y destruir la mayor parte de las fuerzas acorazadas de Rommel, por medio de un ataque directo contra Tobruk, partiendo de la frontera y obligando a Rommel a poner en juego todas sus reservas. El XXX Cuerpo cruzaría la frontera al sur de Sidi Omar, y no por el Paso de Halfaya, haciendo luego un giro al noroeste en dirección Tobruk, para amenazar la fuerza mayor de Rommel.
El XIII Cuerpo debería fijar las fuerzas italoalemanas en la frontera entre Sidi Omar y la costa, envolviéndolas por el Sur y avanzando luego hacia Tobruk. La guarnición de Tobruk, tras la esperada destrución de las divisiones Panzer, tomaría el control sobre las montañas de El-Duda y Sidi Rezegh, para cortar las líneas de abastecimiento y repliegue alemanas.
La Oasis Force, con el Grupo de Brigadas indias y el 6° Regimiento Blindado sudafricano, atacaría desde la costa y desde las zonas inmediatas al Paso de Halfaya y Sidi Omar, tomaría Gialo y su campo de aterrizaje, además de realizar movimientos tácticos de distracción que impedieran un repliegue ordenado de los Panzers. La división neozelandesa del general Freyberg capturaría Sollum, rodeando el Paso de Halfaya. La 2° División sudafricana se colocaría en la reserva, lista para intervenir en apoyo de las fuerzas principales. Se escogió como bases de apoyo logístico y suministros las de Sidi Barani, Mis Heifa y Giaraub. 
  Mapa del desarrollo de la Operación Crusader 

## La batalla

### Ataque inglés desde la frontera (18 y 19 de noviembre)

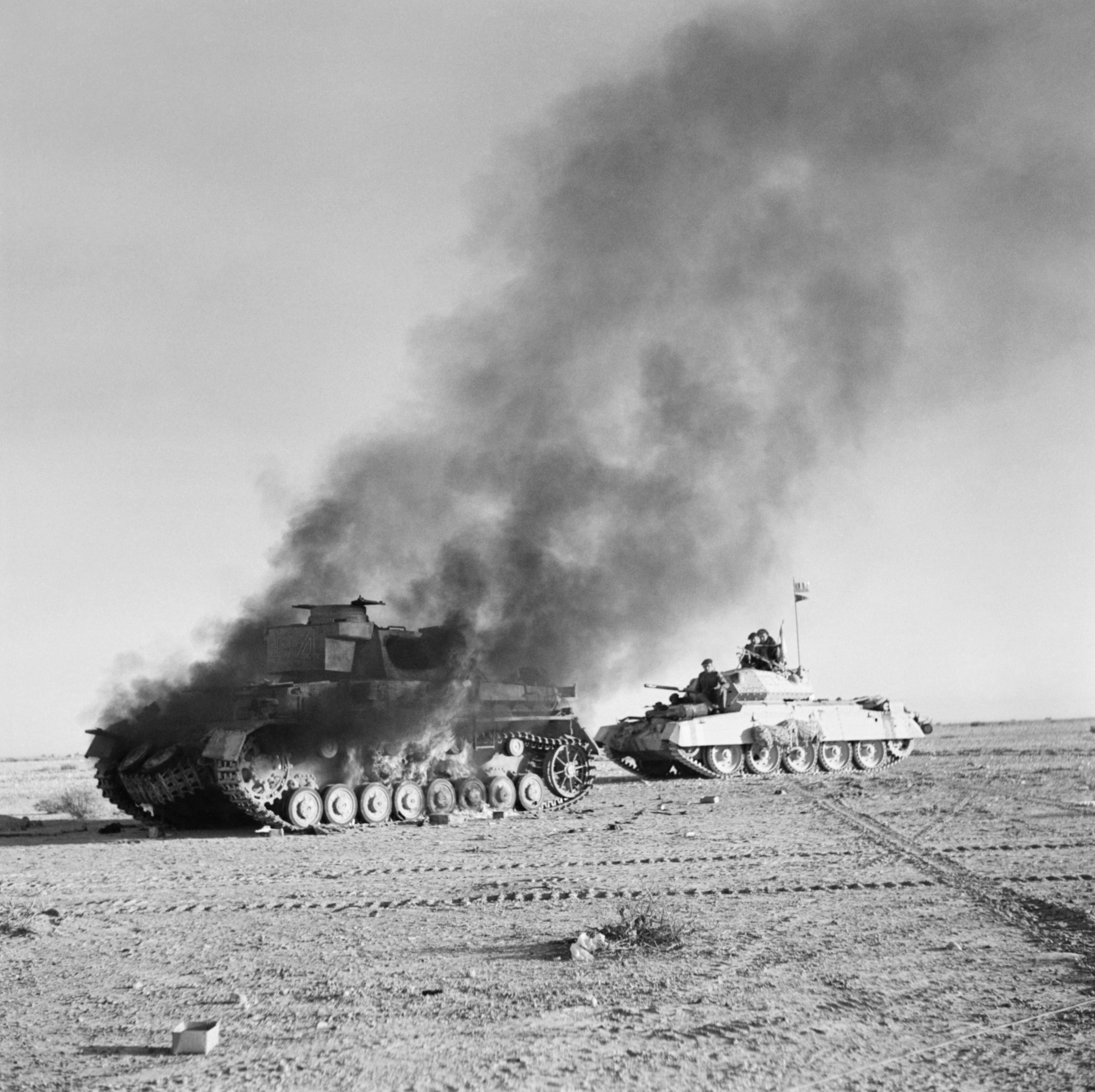
Tanque alemán destruido durante la batalla, en primer plano, arde mientras que al fondo avanza un tanque Crusader, que dio nombre a la operación.

A las 6 de la madrugada del 18 de noviembre de 1941 y bajo una intensísima lluvia de proyectiles que desmoronó las defensas fronterizas, casi un millar de tanques y otros vehículos blindados cruzan la frontera: la 7.ª División blindada, flanqueada por infantería motorizada y artillería, avanza hasta Gabr Saleh, que toma a primera hora de esa misma tarde; En la siguiente madrugada, la 22.ª Brigada Acorazada avanza con 160 Mark VI y algunos Crusader a través de la división italiana Bologna, hasta trabar combate con la División Ariete. El combate se produce al mediodía, pero los italianos no ceden y envían un centenar de M13/40 a frenar el avance de los británicos. Estos se retiran, dejando sobre el terreno más de 70 tanques frente a los 57 M13/40 destruidos. La 7.ª Brigada Acorazada, en cambio, se apodera de un aeropuerto con 19 aviones italianos y llega a escasos 20 km de Tobruk. El flanco derecho inglés sufre un duro bombardeo por parte de bombarderos en picado Stuka, a los que luego se suma el ataque de la 21.ª División Panzer, perdiendo los británicos entre 60 y 70 tanques. Por el contrario, el centro del ataque británico, que progresa rápidamente y vence fácilmente la resistencia enemiga, es reforzado durante la tarde con dos batallones y tres regimientos de artillería de campaña y antitanque. El día 19, Cunningham logra romper parte del cerco de la División Bologna, pero la división italiana logra contener la penetración.

### Contraataque alemán (20 al 23 de noviembre)
Rommel se muestra decidido a aprovechar la ofensiva inglesa para destruir al VIII Ejército. Pero, en vista de su propia inferioridad en lo que a número de carros de combate se refiere (sin mencionar que los 150 M13/40 italianos no resistían la comparación con los aproximadamente 200 Panzer alemanes, sí por potencia de fuego, pero no por motorización y blindaje), concentra su contraataque en una sola dirección: el mismo día 20, ordena al general Ludwig Crüwell que mueva la 15.ª la y 21.ª divisiones Panzer en dirección a Sidi Rezegh, trabando combate el día 21 con la 4.ª y la 22.ª Brigadas Acorazadas inglesas. Las divisiones ligeras alemanas 90.ª y 164.ª emplean a fondo su artillería y usan masivamente (como ya habían comenzado a hacer en Francia y, más anteriormente con el primitivo modelo vs. 18 en la guerra civil española) como antitanques a sus antiaéreos 8,8-cm-Flak vs.36, cañones de 88 mm. El avance británico queda frenado en seco. Para apoyarlo, la guarnición sitiada en Tobruk inicia un ataque en todo el frente y se une a una batalla que durará varios días. En la noche del 22 al 23, una sección del 8.º Regimiento de la 15.ª División Panzer que avanzaba en descubierta de exploración, al mando del comandante Feuski, se topa con la 4.ª Brigada Acorazada. Feuski se sobrepone a la sorpresa y pone su blindado a toda velocidad, atravesando la formación británica por el centro y lanzando bengalas de iluminación. Ordena a sus tanques rodear a los británicos mientras el sigue discurriendo por el centro de la formación británica, que no acierta a dispararle por temor a la proximidad de los camaradas. En la bolsa así creada, la 4.ª Brigada Acorazada queda casi destruida: se hacen cientos de prisioneros, entre ellos una veintena de oficiales y un general de Brigada, además de 35 tanques y automóviles blindados y una gran cantidad de material militar. La otra división Panzer, la 21.ª, traba combate con la 22.ª Brigada Acorazada, con fuertes pérdidas para ambos contendientes. La 15.ª División Panzer se encuentra con parte de la 5.ª Brigada sudafricana y la ataca duramente. En la madrugada del día 24, la 5.ª Brigada sudafricana había dejado de existir.
Rommel, en una inesperada y brillante táctica, había ordenado en la mañana del día 24 a la 21.ª División Panzer avanzar hacia la frontera, y después de cruzarla girar hacia Sollum y a la 15.ª Panzer ir hacia el norte; las divisiones blindadas italianas Ariete y Trieste las encamina hacia Fuerte Capuzzo. Los alemanes parecen capaces de frenar e incluso destruir las fuerzas inglesas que habían llegado a liberar Tobruk, y avanzar seguidamente hacía Egipto, amparados por los intensos ataques de la Luftwaffe a las tropas británicas. El comandante de estas, Cunningham, es presa del pánico y solicita autorización para retirarse más al este, pero se le deniega el permiso.
Fotografía de un mapa del Estado Mayor de Rommel, con anotaciones de su plan para la contraofensiva del 25 y 26 en el corredor de Tobruk, tomado a un alto oficial alemán capturado el día 29. Se puede observar como la 21.ª y la 15.ª divisiones Panzer debían desplazarse hacia el noroeste, partiendo de su situación inicial a la derecha del mapa, y convergiendo en Tobruk, sobre las defensas del puerto. A la derecha, les apoyarían los italianos de la 132.ª División blindada Ariete y a 9.ª, la División Ligera, hasta situarse en el centro del mapa, cubriendo la eventual vía de escape del VIII Ejército.

### Estancamiento de los Panzers (24 y 25 de noviembre)
Pero, pese a las pérdidas infligidas a los ingleses (habían perdido más de 250 blindados por 126 de los italoalemanes), Rommel pronto percibe de que en ese balance, dada la desventaja inicial, puede quedarse sin blindados antes de que le ocurra lo propio a las fuerzas aliadas.  Al margen de que no disponía de posibilidad alguna de reponer sus pérdidas, mientras que los ingleses recibieron el día 25 por la noche otros 90 blindados.
El 25, la batalla continúa sin que las fuerzas inglesas consigan grandes avances, limitándose en muchas ocasiones a defenderse de la contraofensiva de Rommel. Al anochecer los británicos lanzaron un violento ataque desde Tobruk pero el ataque fue detenido por un batallón de Bersaglieri de la División Motorizada Trieste.
Enfurecido, Auchinleck vuela al frente el 26, aterrizando en la base avanzada de Fuerte Maddalena, y destituye en pleno campo de batalla a Cunningham, sustituyéndolo por el general Ritchie, conminando a este no a defenderse, sino a atacar con todas las fuerzas disponibles.
Al final, en los días 24 y 25, las divisiones alemanas se paralizan por falta de suministros, mientras que los neozelandeses tomaban Gambutt, conquistando un aeródromo importantísimo para los cazas alemanes (desde él despegaba el piloto alemán teniente Hans-Joachim Marseille, as del Afrika Korps y héroe nacional, que hasta ese momento había abatido 48 aviones enemigos, 37 de ellos sobre los cielos de Tobruk) y avanzan hacia Belhamed. La Oasis Force toma Augila y Gialo.  Desde el 26, los ingleses, impetuosamente comandados por Ritchie, retoman la ofensiva a todo lo largo del frente.

### La ofensiva se reanuda, Rommel a punto de ser capturado (26 de noviembre)
Rommel dirige todas las operaciones desde su tanque de mando tipo Mamut, apodado Max por sus soldados, con el que sufre un enfrentamiento con la 4.º División india. Los alemanes ya no tenían la supremacía aérea, que había pasado a manos británicas, y en la noche del 25 al 26 Rommel perdió por avería su tanque de mando y quedó aislado en pleno desierto, sin contacto con sus tropas. El general Crüwell, a bordo de su Mamut (se había extraviado él mismo en el desierto), encuentra por casualidad a Rommel, que toma el mando de nuevo desde dicho vehículo y, tras toparse en dos ocasiones con fuerzas británicas, contacta finalmente con su tropa. No tuvo la misma suerte el general Johann von Ravenstein, que fue hecho prisionero el 29 de diciembre en un inesperado avance de la división neozelandesa.
En el atardecer del 26, Westphal, que no lograba contactar con Rommel, se retira hacia el oeste, presionado por los británicos. Por el hueco creado, irrumpe la División Neozelandesa, que rompe el cerco y establece contacto con la guarnición sitiada: los alemanes pasan a estar embolsados, roto en dos partes el despliegue del Afrika Korps, lo que obliga a las divisiones Panzer a dirigirse hacía Tobruk el 26 y 27, para proteger la retirada de los antiguos sitiadores y ayudar a romper el cerco en que parte de las fuerzas italoalemanas habían caído. Los neozelandeses toman Sidi Rezegh y la 70.ª División de Infantería llega a El-Duda.

### Último contraataque del Afrikakorps (del 27 al 29 de noviembre)
Del 27 al 29, Rommel ataca con todos sus Panzers y los neozelandeses son expulsados de Sidi Rezegh, la 4° y 6° Brigadas son aniquiladas, y el general británico Freyberg, al mando de la plaza, tiene que retirarse, quedando Tobruk nuevamente sitiada. Las tropas británicas parecen de nuevo al borde el colapso frente al Afrika Korps, como tantas veces anteriormente. El 29 de noviembre la Ariete sobrepasa el 21.º Batallón neozelandés y un hospital del campo de batalla el libera a 200 alemanes.

### Retirada ordenada delAfrika Korps(7 al 30 de diciembre)
Pero la falta de combustible y provisiones, el escaso apoyo aéreo y los refuerzos continuados que recibe Auchinleck desde Alejandría, hacen que Rommel decida una retirada táctica, pese a la insistencia italiana para resistir.  El mariscal italiano Conde Cavallero incluso vuela desde Roma al teatro de operaciones, para tratar de convencer a Rommel, por encargo personal de Ciano, para que se mantuviera firme en la Cireanica. Sin embargo, la situación de las fuerzas alemanas que defendían Sollum y Halfaya era insostenible: sin comida ni agua, tuvieron que iniciar un masivo repliegue frente a los británicos, superiores en número. Dejando pequeñas guarniciones, el grueso de sus fuerzas se retira igualmente. Las divisiones ligeras alemanas, en peligro de ser embolsadas, son apoyadas por los Panzer en su intento de romper el cerco, lo que consiguen el 6 de diciembre. Auchinleck, desde su cuartel general en Maddalena, telegrafía a Churchill para informarle que Rommel se encuentra en franca retirada hacia el oeste.

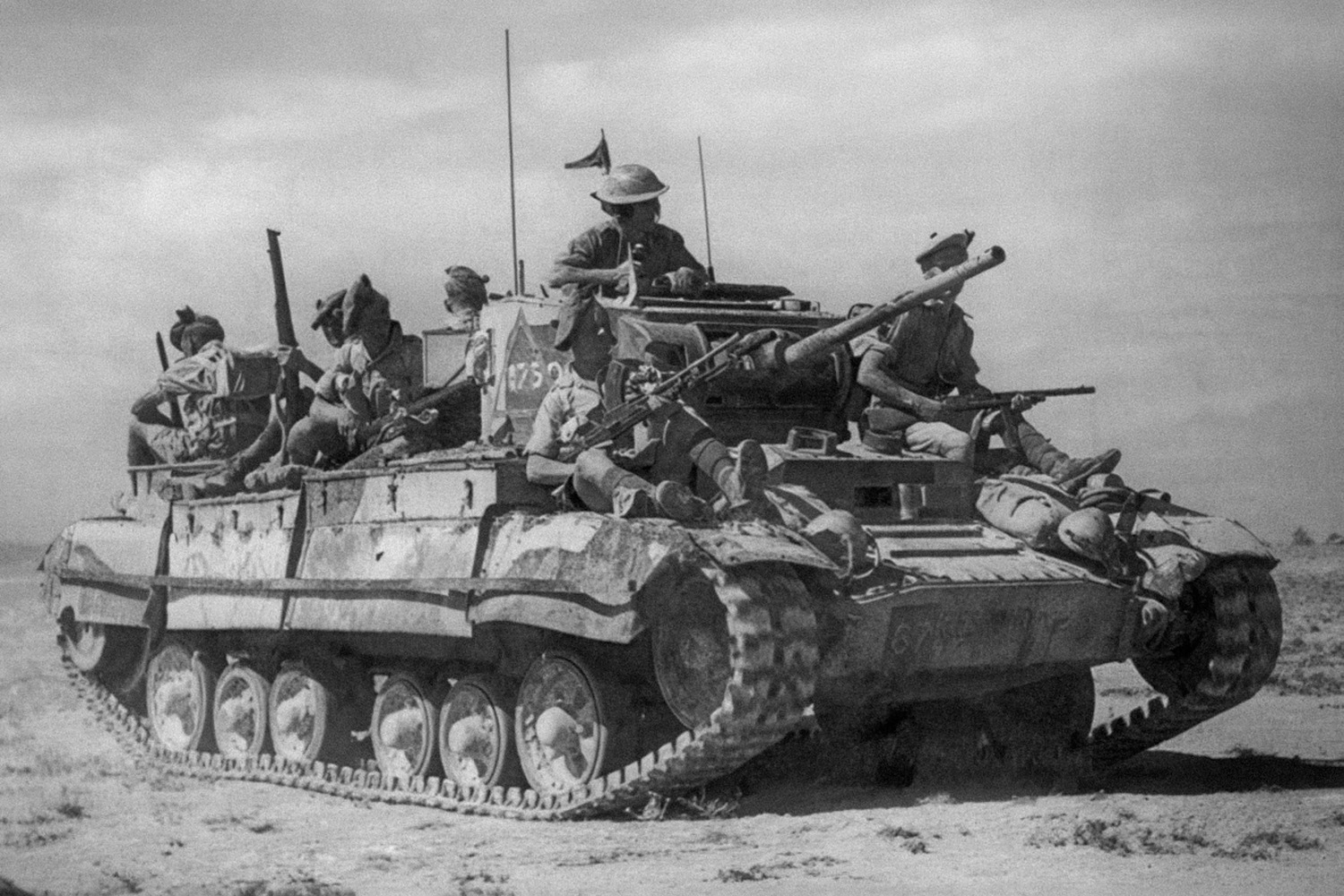
Los británicos usaron algunos tanques medios Valentine, en la persecución a Rommel por los desiertos de la Cirenaica

Efectivamente, Rommel había ordenado el 6 trasladar todas las Divisiones Panzer y la Ariete hacia el oeste, retirándose en orden hasta una línea defensiva que traza en Ain el-Gazala, y posteriormente en El Agheila. Pero Rommel se retira sin dejar de combatir con los ingleses, que le acosan mientras eliminan los últimos focos de resistencia, italianos principalmente. Crüwell insistía con Rommel para que frenara la presión que los británicos ejercían, convencido de que incluso se podía lograr que estos retrocedieran hasta la frontera, si se empleaban las divisiones italianas que todavía eran plenamente operativas, la Ariete y la Trieste. Pero su comandante, el general Gastone Gambara, aseguraba que sus tropas no tenían ya capacidad de combate. Con una frase que se hizo famosa en la guerra del desierto, especialmente entre las tropas alemanas, Crüwell radiaba una y otra vez un único mensaje a Rommel: "Erwin, ¿dónde está Gambara?". Sin embargo, muchas unidades italianas embolsadas por los británicos se defendieron con ferocidad hasta el último cartucho. Poco conocida es, por ejemplo, la gesta del grupo de Carabinieri Reali bajo el mando del mayor Edoardo Alessi, lanzados el 19 de diciembre en paracaídas sobre el asentamiento de Eluet El Asel, al sur de Bardia, para proteger la retirada del Afrika Korps: 400 hombres lucharon contra la superioridad de tropas y material británica. Cuando las fuerzas italoalemanas retrocedieron a salvo de la persecución inglesa, los sobrevivientes se retiraron y dejaron tres pelotones con un total de 40 hombres al mando de los tenientes Mollo, Solito y Grippo para cubrirles las espaldas. Aislados y sin posibilidad de franquear cientos de kilómetros de territorio ya en manos británicas, los 26 supervivientes resistieron en un cercano poblado árabe hasta el 6 de febrero, cuando la ofensiva del Afrika Korps volvió a tomar la Cirenaica, arrollando a los defensores británicos.
Durante la primera fase de la retirada, bajo el ataque de la aviación británica, los Panzers alemanes sufrieron un serio revés por su carencia de suministros: el atascamiento de los tanques sin combustible en Bir El-Gobi impedía una retirada hacia El-Agheila, y Rommel perdió a su mayor general Walter Neumann-Silkow, de la 15.ª División Panzer, que murió combatiendo en su tanque el mismo día 6, en los arrabales de El-Gobi. No era el primer alto oficial que Rommel perdía: como se menciona más arriba, el general von Ravenstein había sido hecho prisionero el día 29 de noviembre. Entre el 28 y el 30 de diciembre, Rommel hace retroceder todas sus tropas y blindados disponibles hasta la línea definitiva de defensa en El Agheila. De allí sólo se moverá en febrero para reconquistar la Cirenaica y desbordar nuevamente las defensas inglesas.
Aunque los combates en todo el borde de la región Cirenaica continúan durante el mes de enero, la batalla por la liberación de Tobruk se considera terminada el 30 de diciembre, al estabilizarse los frentes y no conseguir Auchinleck su principal objetivo: destruir el grueso del Afrika Korps, embolsándolo en torno a Tobruk. Los últimos defensores alemanes de Sollum y del Paso de Halfaya, sin víveres y agotadas todas las municiones, sucumben el 12 y el 19 de enero respectivamente. Un mes más tarde, Rommel regresa y arrolla al VIII Ejército británico.

## Consecuencias para la Campaña de África
El ímpetu de Auchinleck y de Ritchies consiguieron frenar al Afrika Korps y asegurar Egipto y el Canal de Suez, lo que implicaba los pozos petrolíferos de Siria, Irán e Irak. El VIII Ejército intentó la persecución y destrucción del Afrika Korps, aunque sin lograrlo. En febrero, Rommel contraatacó, desbordando a las tropas aliadas y conquistando finalmente Tobruk. Pero la victoria conseguida en la Operación Crusader, más allá del empate táctico obtenido, había puesto de manifiesto que Rommel y sus blindados podían ser derrotados.

## Ápendice:Desglose de las unidades combatientes

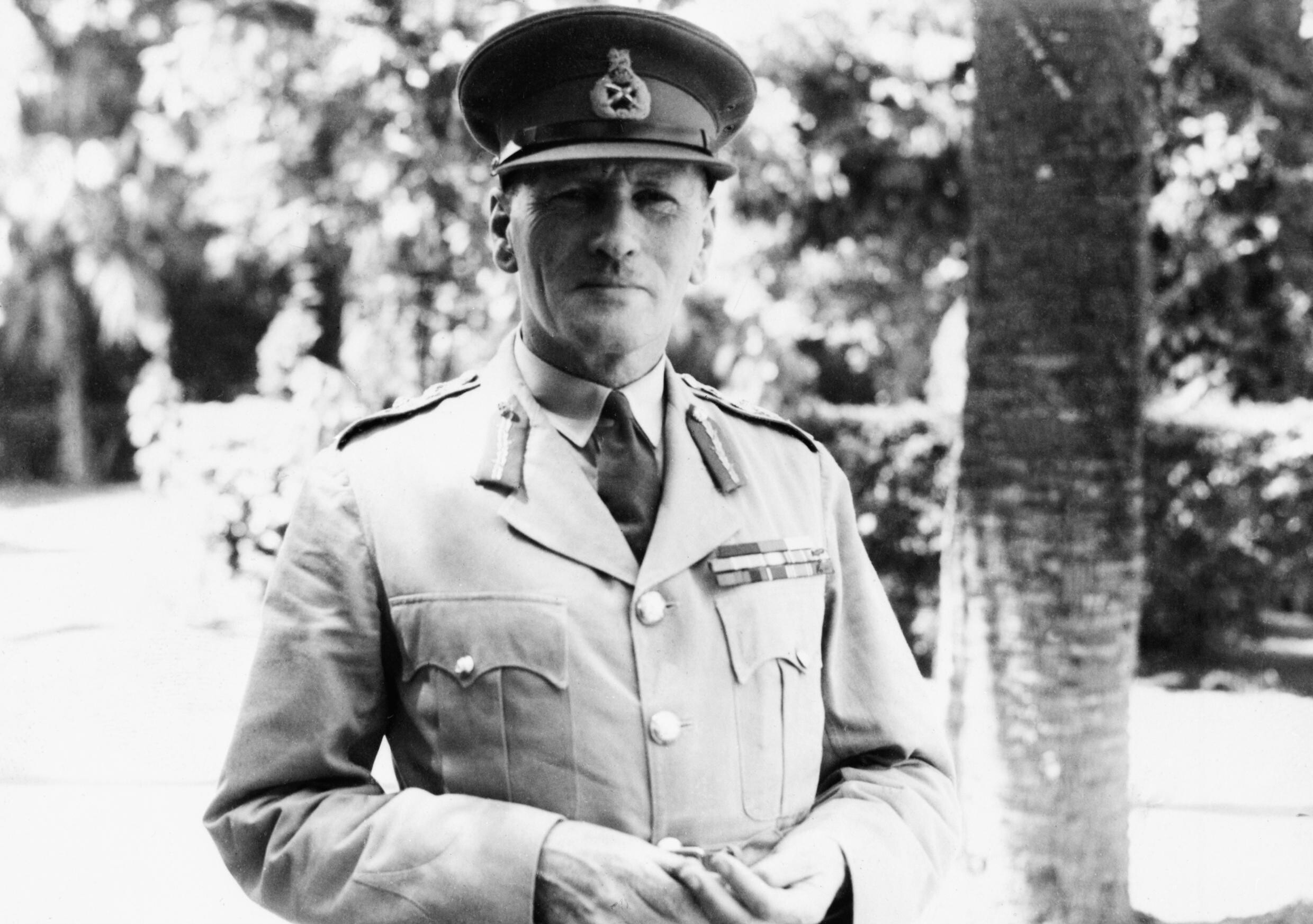
Sir Claude John Eyre Auchinleck, Comandante del ejército inglés.

Las fuerzas británicas estaban constituidas inicialmente por los siguientes cuerpos de ejército:
- El XIII con la División Neozelandesa, la 4.ª División india y una brigada de 130 blindados
- El XXX con la 7.ª División acorazada británica, la 4.ª Brigada blindada, la 1.ª División sudafricana y la 22.ª Brigada de la Guardia, con un total de 740 tanques. Se trataba del tipo recientemente desarrollado Matilda II y de un gran número de Valentine II (Mark III de infantería), tanques medios que se usaron en este escenario por primera vez en cantidades importantes. También estaban presentes algunos nuevos Crusader (210 unidades), que dieron nombre a la batalla, 173 tanques ligeros M3 Stuart estadounidenses y del más pesado M3 Grant, junto con el Mark VI, del que llegaron a ponerse en combate más de 400 unidades en toda la batalla.
- Adicionalmente, la sitiada guarnición de Tobruk que estaba constituida por la 70.ª División y la Brigada Polaca Carpatos, que habían relevado a las exhaustas fuerzas de la 9.ª División australiana, y por la 32.ª Brigada blindada. Contaban con un total de 130 carros de combate en activo.
- En la reserva, permanecía la 2.ª División sudafricana, con 90 M3 Stuart y 77 Mark III de infantería.
- Unos 1000 aviones de la Desert Air Force (DAF).

En total, los británicos contaban con unos 100.000 hombres, 700 tanques, unos 5.000 vehículos de diverso tipo y 1000 aviones.
Rommel contaba con las siguientes fuerzas, distribuidas en un área nada desdeñable:
- Una división italiana, la Bologne, y varios contingentes alemanes de la 1° División del general Westphal en la línea fronteriza, con algo menos de un centenar de vehículos blindados diversos.
- Dos divisiones Panzer, la 21 ª División Panzer y la 15.ª División Panzer, con unos 200 tanques medios (fundamentalmente 139 Panzer III y 35 Panzer IV) y tres divisiones italianas, Savona, Pavia, y Brescia, situadas entre Tobruk y la frontera.
- Una división blindada y dos motorizadas italianas, la 132.ª División blindada Ariete, la 101.ª División motorizada Trieste y la 133.ª División blindada Littorio, situadas en Yebel el-Akdhar, con 146 tanques medios M13/40 y una veintena del modelo M13/30. Contaban con 152 tanquetas del modelo CV33, incapaces de enfrentarse al más ligero de los blindados británicos.
- Dos divisiones ligeras (infantería motorizada con apoyo de unos 70 tanques ligeros Panzer II y artillería), la 90.ª y la 164.ª, en las cercanías de Tobruk.
- 120 aviones de combate alemanes y 200 italianos.

Las fuerzas alemanas contaban con 70.000 hombres, unos 400 tanques, 2200 vehículos militares y 320 aviones.

## Bibliografía

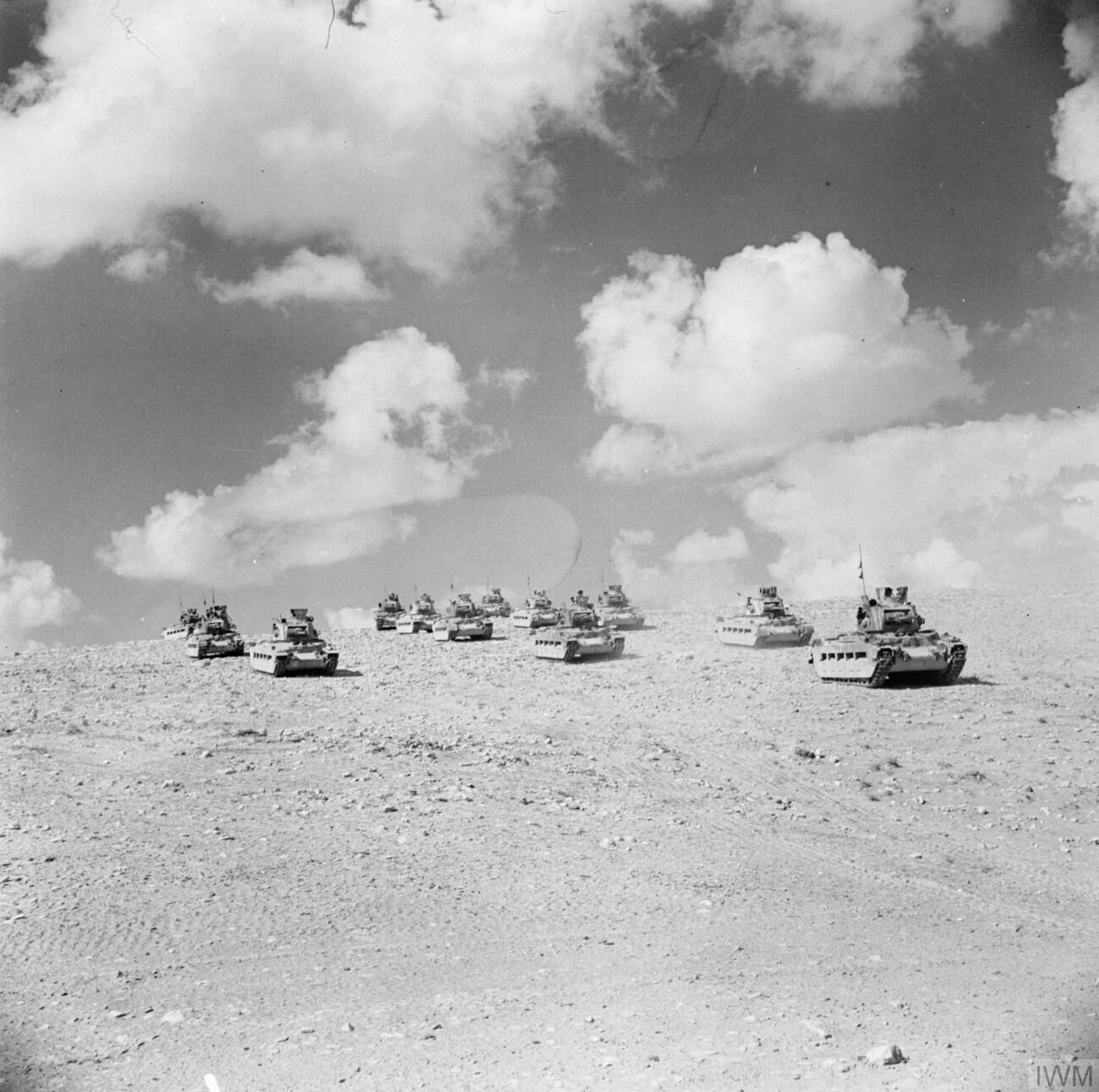
Tanques Matilda II en el teatro de operaciones norteafricano.